# Mary Acworth Evershed
Mary Acworth Evershed   (Plymouth Hoe, 1 de gener de 1867 - Ewhurst, 25 d'octubre de 1949) cognom de soltera Orr; Plymouth Hoe, va ser una historiadora de l'astronomia i acadèmica britànica, especialista en la ciència cosmològica de Dante Alighieri, treball que publicà sota el pseudònim d'M. A. Orr.

## Biografia
Mary Acworth Orr era filla de Lucy Acworth i Andrew Orr, que era oficial de l'Artilleria Reial i moriria quan ella tenia tres anys. Mary va créixer a Wimborne i South Stoke, a Somerset.
Quan tenia 20 anys, Acworth Orr va viatjar a Alemanya i Itàlia amb les seves germanes per aprendre idiomes i arts, i quan va estar a Florència (1888–1890) va començar a estudiar les obres de Dante, i en particular les referències astronòmiques que abunden a La Divina Comèdia, la qual cosa li va deixar un interès de per vida per les referències astronòmiques en l'obra de Dante.

## Carrera astronòmica
El 1890, Orr es va traslladar a Austràlia, a prop de Sydney, amb la seva família. Va descobrir que no hi havia una bona guia per als estels de l'hemisferi sud, per la qual cosa va preparar Una guia fàcil per als estels del sud, animada per l'astrònom australià John Tebbutt, que li prologà el llibre.
El 1895 va tornar a Anglaterra i es va unir a l'Associació Astronòmica Britànica, que en aquest moment gaudia de la presència de moltes dones intel·lectuals excloses de la Reial Societat Astronòmica, llavors completament masculina. Va adquirir un refractor amb el qual podia fer observacions serioses d’estrelles dobles i variables. Durant aquest temps es va fer amiga d'Agnes Clerke i d'Annie Scott Dill Maunder, totes dues científiques notables per les seves contribucions a l'astronomia històrica.
Acworth Orr va conèixer aleshores l'astrònom britànic John Evershed quan tots dos participaven en una expedició per veure un eclipsi solar total a Noruega el 1896, amb qui es casaria el 1906. Fins a aquell moment, Evershed havia treballat com a químic industrial, i tenia la física solar com una afició, però el 1906 se li va oferir un lloc com a astrònom assistent a l'Observatori Kodaikanal, a l'Índia. I s'hi van traslladar per ocupar el càrrec el 1907. Mentre va ser a l'Índia, Mary Acworth va recol·lectar plantes de la regió, que després quedarien dipositades en l'herbari del Museu Britànic.
Al llarg de la vida, Mary Acworth Evershed va fer molts viatges per veure diversos eclipsis solars, entre els quals a Noruega el 1896, a Alger el 1900, a Austràlia occidental el 1922, a Yorkshire el 1927 i a Grècia i el Mar Egeu el 1936. Va dirigir la Secció Històrica de l'Associació Astronòmica Britànica des de 1930 fins al 1944.

## La recerca sobre Dante
Mary Acworth Evershed, tot i que també li interessava l'obra poètica de Dante, estigué sempre més encuriosida per la seva cosmografía, a la qual dedicà la seva recerca. El seu llibre de 1914, Dante i els primers astrònoms, va ajudar a conèixer i aclarir la ciència de Dante, que era tan precisa com es podria donar amb el coneixement actual.
Ella va demostrar el considerable coneixement del poeta sobre l’astronomia i la cosmologia del seu temps i va dilucidar les al·lusions astronòmiques que hi ha a La Divina Comèdia per indicar la data o el pas del temps, sovint obscures, que requereixen coneixements d’astronomia, així com de fonts clàssiques i històriques.

## Obra
- Two Letters Addressed to the Bishop of Ripon, on Secularism, the Holy Scriptures, and the Geographical Position of the Garden of Eden (1876)
- Easy Guide to Southern Stars (1896)
- Southern Stars: A Guide to the Constellations Visible in the Southern Hemisphere. Pròleg de John Tebbutt, amb un atles d'estels en miniatura (London, 1896)
- Papers communicated to the Association. Black Star-Lore. Journal of the British Astronomical Association, vol. 9 (1898), pp. 68–70[6]
- Papers communicated to the Association. Variable Stars of Long Period. Journal of the British Astronomical Association, vol. 15 (1905), pp. 129–132[7]
- Dante and Mediaeval Astronomy. The Observatory vol. 34 (1911), p. 440 (as Mr. and Mrs. Evershed)[8]
- Some Types of Prominences Associated with Sun-Spots. Monthly Notices of the Royal Astronomical Society, vol. 73 (1913), p. 422[9]
- The Origin of the Constellations. The Observatory vol. 36 (1913), p. 179[10]
- Dante and the Early Astronomers. Gall & Inglis (1914)[11]
- The Sea-goat. The Observatory vol. 37 (1914), p. 322[12]
- Stars of the Southern Skies. Longmans, Green & Co. (1915)[13]
- Mem. Kod. Obsc., V.1, Pt.2 (1917) (as Mr. and Mrs. Evershed)
- Recent Work at Arcetri. The Observatory vol. 58 (1932), p. 254 (as Mr. and Mrs. Evershed)[14]
- Arab Astronomy. The Observatory vol. 58 (1935), p. 237[15]
- Who's Who in the Moon. Memoirs of the British Astronomical Association vol. 34 (1938), pt. 1, pp. 1–130. (amb un índex de cràters lunars, amb el seu nom)[16]

## Premis i reconeixements
- 1924 - Beca de la Reial Societat Astronòmica.
- 1971 - Es designa amb el seu nom, Ackworthorr, el planeta menor 12628, tot just descobert.[17]